# دار الحدائق
دار الحدائق، هي دار لبنانية متخصصة في طباعة ونشر وتوزيع كتب ومجلات الأطفال في الوطن العربي منذ عام 1987م. تصدر مجلتي «أحمد» (إبتداء من 8 سنوات) و«توتة توتة» (إبتداء من 5 سنوات) وكتبًا لمختلف المراحل.
بدأت الدار عملها بإصدار «مجلة أحمد»، وقد كانت لكل الفتيان والفتيات، ثم بدأت بتخصيص صفحات داخل المجلة للصغار كملحق خاص بهم (5-7 سنوات)، إلى أن أصدرت «مجلة توتة توتة»، فكانت الأولى في الوطن العربي، التي تتوجه إلى هذا العمر، وهي أقرب للكتاب منها إلى المجلة، وتصدر شهريًا، ويعالج كل عدد محوراً محدّداً.

## عضوية الدار
- الملتقى العربي لناشري كتب الأطفال.
- الهيئة اللبنانية لكتب الأولاد.
- نقابة الناشرين اللبنانيين.
- نقابة الناشرين العرب.

## المنشورات
- الكتب: قاربت قائمة الكتب التي أصدرتها الدار ثلاثمائة وخمسين عنواناً، ولديها خطة لإصدار كتاب كل شهر يسد فراغاً في مكتبة الطفل العربي قصصاً وكتباً متنوعة ومختارة بعناية.

- مجلة «أحمد»: تصدر «أحمد» منذ العام 1987، وهي مجلّة شهرية متنوعة للفتيات والفتيان من عمر (8-14)، هدفها تقوية علاقة الناشئة بالقراءة، وتنمية ذائقتهم الفنية والأدبية. وهي تعتز بجيل أو جيلين من الأمهات والآباء، ما زالوا يتابعونها مع أولادهم. وتهتم بأن تحول القراءة إلى متعة وفائدة في آن معاً. ويشارك في تحرير مجلة «أحمد» نخبة من أبرز الكتّاب في الوطن العربي، ورساميه. وتحرص المجلة على التواصل الدائم مع قرائها. كما تتلقى اقتراحاتهم وآرائهم حول مواد المجلّة. وحازت «أحمد» جائزة الصحافة العربية لنادي دبي للصحافة سنة 2008 عن أفضل عمل صحافي مقدّم للأطفال.

- «مجلة توتة توتة»: هي المجلة الأولى في العالم العربي المتخصصة بالفئات العمرية الصغيرة (4-7). ولاقت رواجاً لافتاً في لبنان والوطن العربي منذ انطلاقتها عام 2000. وتشكّل مصدراً داعماً للعملية التعليمية، التي تؤمن بالقراءات الحرّة والرديفة. ويشارك في تحرير «توتة توتة» نخبة من أبرز كتّاب ورسامي الوطن العربي.. وتعالج «توتة توتة» في كل عدد محوراً معيناً يتم اختياره حسب المناسبات، أو حسب المحاور التي تهم الأطفال. وتتنوع أبواب مجلة توتة توتة، لتجذب القرّاء الصغار بما يتناسب مع عمرهم، فتقدّم المواد عبر الشعر والقصة والقصة المشهدية، وعبر الحوار والتسلية والنشاط اليدوي وغيرها. وتهدف مجلة «توتة توتة» إلى تنمية الطفل على المستوى المعرفي والانفعالي والحسي حركي. وتعتمد الرسوم التعبيرية التي تشغل مساحات واسعة، في كل عدد. وحازت «توتة توتة» جائزة الصحافة العربية، لنادي دبي للصحافة سنة 2006، عن أفضل عمل صحافي مقدّم للأطفال.

## الجوائز
تعدّت قائمة إصدارات «دار الحدائق» 350 عنواناً ونال العديد من إصداراتها جوائز متنوعة منها:
- جائزة الإبداع الأدبي الأولى 1993 لقصص الأطفال في معرض النادي الثقافي العربي- بيروت.
- الجائزة التشجيعية لشخصية تفاحة في مسابقة الشخصية الكرتونية العربية، التي نظمّها المركز العربي للطفولة والتنمية في القاهرة 1996.
- جائزة معرض الشارقة الدولي للكتاب 1996 لأفضل مؤلف، أفضل رسام، أفضل ناشر.
- جائزة الهيئة اللبنانية لكتب الأولاد عام 1997 عن كتاب «يوم خارج المدرسة».
- جائزة الهيئة اللبنانية لكتب الأولاد عام 1998 عن كتاب «الغيمة لا تمطر ألعاباً».
- جائزة الهيئة اللبنانية لكتب الأولاد عام 1999 عن كتاب «عندما تهب العاصفة».

إدراج كتاب «غسان يعرف ما هو أحلى مكان» ضمن لائحة الكتب المختارة عالمياً في نشرة The white Ravens International youth library / Munchen عام 2004.
- تكريم حاكم الشارقة الدكتور سلطان بن محمد القاسمي للدار في معرض الشارقة للكتاب عام 2005.
- جائزة الصحافة العربية عن نادي دبي للصحافة فئة صحافة الطفل لمجلة «توتة توتة» عام 2006.
- تكريم وزير الثقافة اللبناني الأستاذ طارق متري للدار عام 2006.
- الجائزة الأولى للنادي الثقافي العربي لأفضل كتاب للطفل إخراجاً في معرض بيروت الدولي الخمسين للكتاب 2007 عن كتاب «حكايتان».
- إدراج كتاب «ماذا يريد ياسر أن يقول» ضمن لائحة الكتب المختارة عالمياً في نشرة The white Ravens International youth library / Munchen عام 2007.
- جائزة الصحافة العربية عن نادي دبي للصحافة فئة صحافة الطفل لمجلة «أحمد» عام 2008.
- جائزة النادي الثقافي العربي الأولى لكتب الأطفال خلال معرض بيروت الدولي للكتاب 2008 عن كتاب «ألف باء الحيوانات».
- جائزة اتصالات لكتاب الطفل التي نظمها الملتقى العربي لناشري كتب الأطفال عن كتاب «أنا أحب» عام 2009.
- إدراج كتاب «الأصدقاء الأعداء» ضمن لائحة الشرف 2010 للهيئة العالمية لكتب الأولاد عن أفضل رسم.
- جائزة آنا ليند لأفضل «كتاب قصصي لذوي الاحتياجات الخاصة» عن كتاب «بلال وعامر» عام 2010.
- جائزة السبيل السنوية لأدب الأطفال 2010 التي نظمتها جمعية أصدقاء المكتبات العامة- السبيل عن كتاب «لائحة مشتريات».
- إدراج كتاب «هكذا تتغير الألوان» ضمن لائحة الكتب المختارة عالمياً في نشرة The white Ravens International youth library / Munchen عام 2011.

## المشاركة في المعارض
تشارك دار الحدائق في المعارض المحلية، أبرزها معرض بيروت الدولي للكتاب، إضافة إلى المشاركة في أكثر من 50 معرضاً مدرسياً، ومعارض تنظمها المؤسسات التربوية. وعلى مستوى الوطن العربي، تشارك الدار في المعارض التالية: الدوحة، الشارقة، الكويت، مسقط، الرياض، أبو ظبي، البحرين. كما تشارك، من خلال جناح وزارة الثقافة اللبنانية، في المعارض الأجنبية التي تنظم في العواصم التالية: فرانكفورت، باريس، بولونيا، لندن.
1. ↑  موقع دار الحدائق اللبنانية نسخة محفوظة 2020-03-23 على موقع واي باك مشين.
2. ↑  دار الحدائق اللبنانية - مجلة لها نسخة محفوظة 2020-08-24 على موقع واي باك مشين.